# Thorr
Thorr ist ein Stadtteil der Kreisstadt Bergheim im Rhein-Erft-Kreis in Nordrhein-Westfalen. Im Ort leben 2400 Menschen (Stand: 30. Juni 2024).

## Geographie
Thorr liegt etwa 1 km südlich des Bergheimer Stadtzentrums und 20 km westlich von Köln auf einer Höhe von 67 m ü. NHN an der Mündung des Wiebachs in die Große Erft. Nach Norden wird der Ort durch die Bundesautobahn 61 (Anschlussstelle Bergheim Süd) und die Erft von Bergheim getrennt. Nordwestlich des Ortes, an der Ausfahrt Bergheim, kreuzen sich die Bundesstraße 55 und die Bundesstraße 477.

## Geschichte

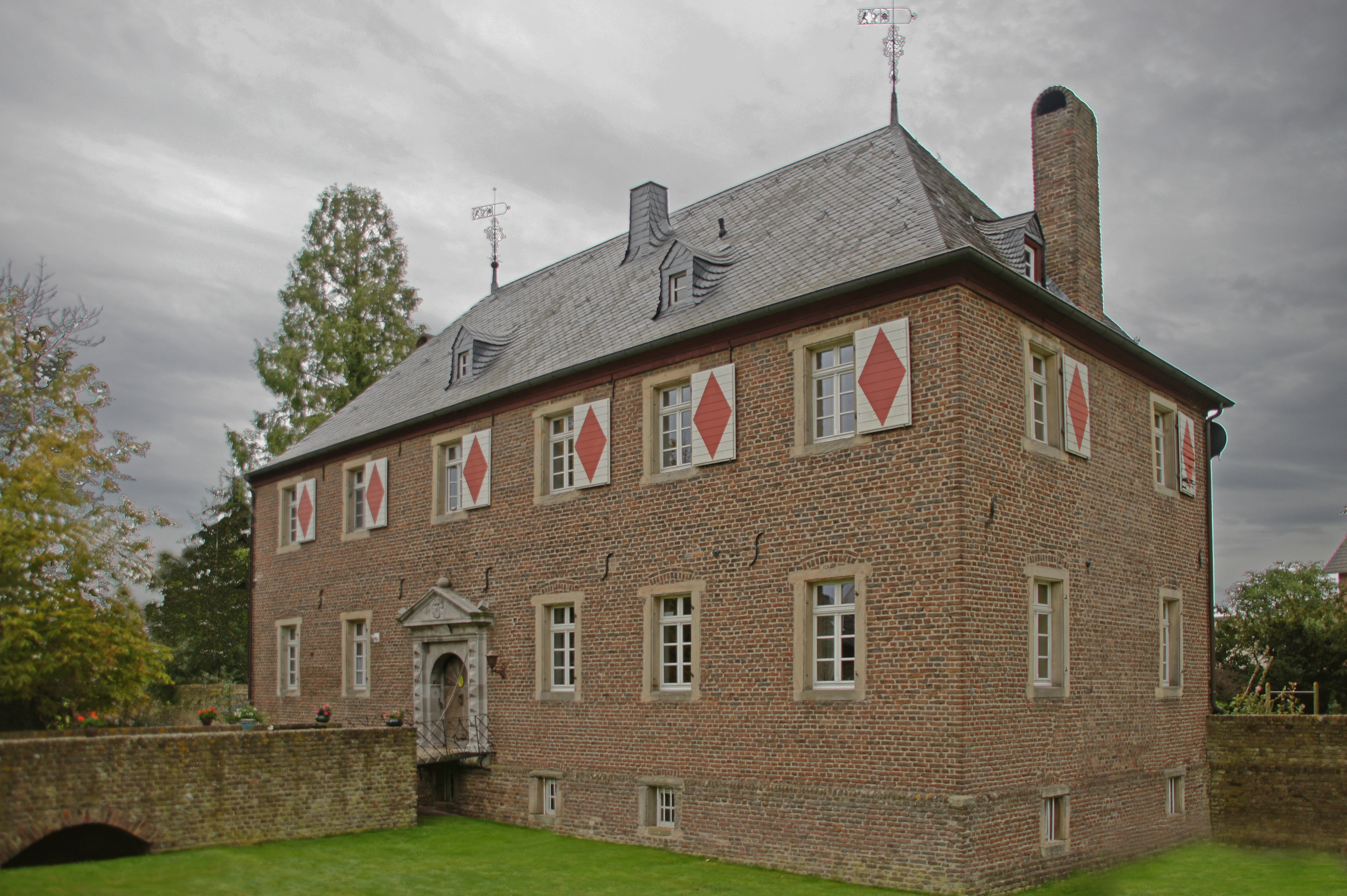
Burg Thorr, Gesamtansicht

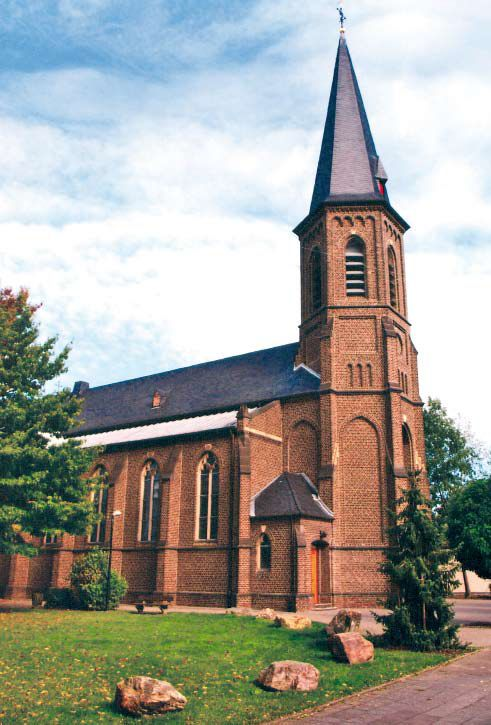
Pfarrkirche St. Simon und Judas Thaddäu

Inmitten des heutigen Ortes fand sich in der Zeit zwischen dem ersten und vierten Jahrhundert nach Christi ein römischer Vicus zu beiden Seiten an der hier noch schnurgeraden Römerstraße Via Belgica von Köln nach Aachen, die auch heute noch „Römerstraße“ heißt – die heutige B55 umgeht den Ort. Westlich des Vicus fand sich ein Gräberfeld, von dem zahlreiche Funde gesichert wurden. Einige Grabsteine wurden ebenso wie Teile eines Merkurtempels und mehrere Matronendenkmäler später in der alten Kirche verbaut und bei deren Abriss gesichert. Am westlichen Ortsausgang im Bereich des Gräberfeldes kreuzte eine andere Römerstraße von Neuss nach Zülpich (Römerstraße Trier–Neuss) verlaufend die Via Belgica. Möglicherweise ist dieser Vicus identisch mit Tibericum, das 22,5 km westlich von Köln sein soll, aber auch namengebend für Zieverich gewesen sein könnte. Andererseits wurde der Ortsname auf einen römischen Straßenpfosten ad turrem zurückgeführt.
Die erste urkundliche Erwähnung erfolgte möglicherweise 997 in einer Urkunde, die bei einer Rast des Kaisers Otto III. vermutlich auf der Burg Thorr (ture) ausgestellt wurde. Damit schenkte Otto der Thietburg, Schwester des Bischofs Bernward von Hildesheim, ein Gehöft im Leinegau. Es kann aber auch der Ort Düren am Hellweg gemeint sein, der besser in das Itinerar des Kaisers passen würde. Die gesicherte Ersterwähnung ist in einer Urkunde vom Jahr 1051 mit einer Brücke Thurre über den Fluss Arnefe. Im Jahr 1141 wurde Burg Laach gebaut. 1200 besaß Thorr bereits eine eigene Kapelle, auf deren Sockel der heutige Römerturm, das Wahrzeichen des Ortes, steht. Römische Altarteile im Fundament deuten auf ein früheres Heiligtum an gleicher oder naher Stelle. Zur gleichen Zeit wurde die Thorrer Burg neu gebaut. Aus dem Jahr 1300 stammt ein Gabelkruzifix, das 1908 an der Wand beim linken Seitenaltar der Kirche aufgehängt wurde. Die Muttergottes mit Kind stammt aus dem Jahr 1470. Um 1500 wurde in Thorr die Kapelle umgebaut, 1670 zur Pfarrkirche erhoben und bis 1681 ausgebaut. Spätestens nach einem Erdbeben vom 26. August 1878 war das Gebäude baufällig. Nur der Römerturm blieb erhalten.
1634 wurde die St.-Katharina-Schützenbruderschaft gegründet. 1680 wurde eine neue Burg in Thorr errichtet, nachdem die alte abgebrannt war. 1755 tranken die Thorrer ihr erstes im Ort gebrautes Bier, „Römer-Kölsch“, aus der Römer-Brauerei Josef Roleff, die bis 1986 tätig war.
1908 wurde die neue neugotische Kirche geweiht, die die alte, baufällige und zu klein gewordene Kirche ersetzte. Sie ist den Heiligen Aposteln Simon und Judas Thaddäus geweiht. 1916 wurden die Kirchenglocken wieder für die Rüstungsindustrie eingeschmolzen. 1925 wurde die Freiwillige Feuerwehr gegründet. 1943 wurden die neuen Thorrer Glocken erneut für die Waffenindustrie eingeschmolzen, nur eine kleine Glocke überstand den Zweiten Weltkrieg. Erst seit März 1959 hat die Kirche wieder drei Glocken.
Im Rahmen der kommunalen Neugliederung durch das Köln-Gesetz wurde Thorr, das bis dahin zum Amt Elsdorf (Rhld.) gehört hatte, am 1. Januar 1975 in die Stadt Bergheim eingegliedert.

## Baudenkmäler

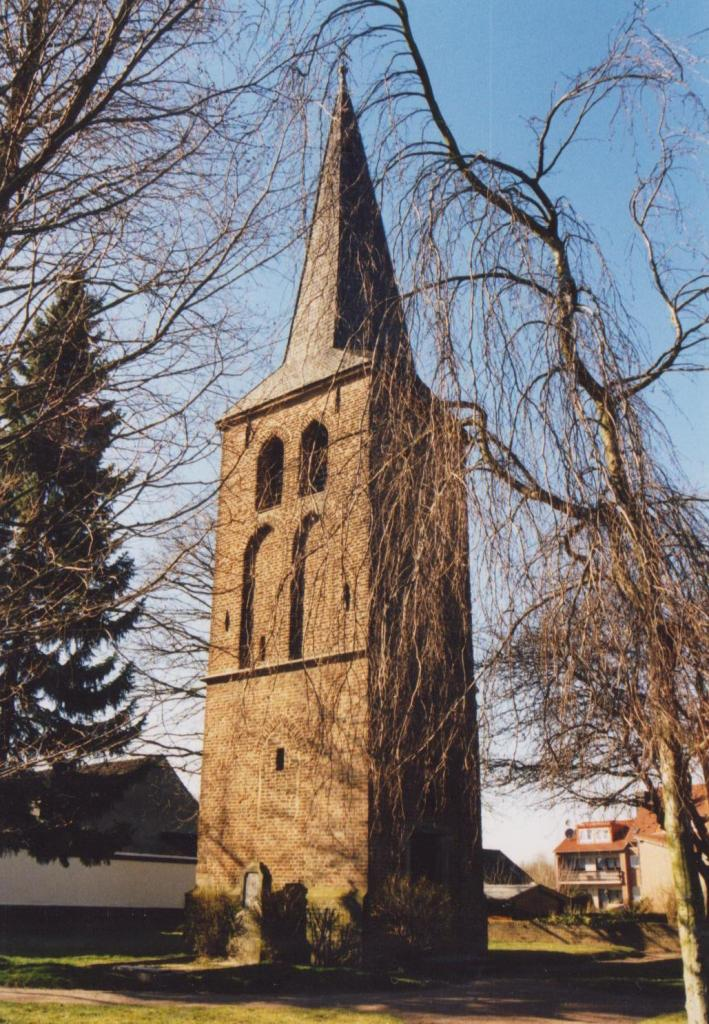
Thorrer Römerturm im Winter 2002/03

- Römerturm
- Ruine Haus Laach
- Haus Thorr
- Valderhof

## Politik
Erster Ortsvorsteher nach dem Zweiten Weltkrieg war Johann Piel (CDU). Seit 1999 ist Hermann-Josef Falterbaum Ratsmitglied und Ortsbürgermeister. Bis zum 21. November 2013 gehörte er der SPD-Fraktion an, seit dem 17. Februar 2014 gehört er zur CDU-Fraktion des Rats. Bei der Kommunalwahl 2014 erreichte er mit 77,35 % der Stimmen das bis dahin beste Ergebnis seiner Amtszeit. Abgelöst wurde er von Volker Kremer (CDU).

## Sport
Im Jahre 1956 gründete man den SV Viktoria Thorr, den bis heute größten und erfolgreichsten Sportclub des Ortes.

## Verkehr
Thorr ist durch die VRS-Linien 915, 922, 923 und 950 der Rhein-Erft-Verkehrsgesellschaft und der Firma Tirtey an den öffentlichen Personennahverkehr angeschlossen.
| Linie | Betreiber | Verlauf |
| ----- | --------- | --- |
| 915   | REVG      | Quadrath-Ichendorf Bf – Ahe – Thorr – Zieverich – Elsdorf – Neu-Etzweiler |
| 922   | Tirtey    | Bergheim Bf – Zieverich – Thorr – Widdendorf – Heppendorf – Ahe – Kerpen-Sindorf S – Kerpen, Schützenstr. |
| 923   | REVG      | Stadtverkehr Bergheim |
| 950   | REVG      | Weiden Zentrum (Stadtb.) – Königsdorf Bf – Quadrath-Ichendorf Bf – Kenten – Bergheim Bf – Zieverich – Thorr – Grouven – Berrendorf – Giesendorf – Elsdorf – Angelsdorf – Esch – Niederembt – Frankeshoven – Oberembt – Bettenhoven – Rödingen |